# Eugenia oaxacana
Eugenia oaxacana är en myrtenväxtart som beskrevs av Otto Karl Berg. Eugenia oaxacana ingår i släktet Eugenia och familjen myrtenväxter. Inga underarter finns listade i Catalogue of Life.